# لفضالة (أولاد سي امحمد بن عيسى)
لفضالة هو دُوَّار يقع بجماعة آيت عمار، إقليم خريبكة، جهة بني ملال خنيفرة في المملكة المغربية. ينتمي الدوّار لمشيخة أولاد سي امحمد بن عيسى التي تضم 10 دواوير. يقدر عدد سكانه بـ 340 نسمة حسب الإحصاء الرسمي للسكان والسكنى لسنة 2004.

## روابط خارجية
- البوابة الوطنية للجماعات الترابية نسخة محفوظة 12 مارس 2018 على موقع واي باك مشين.
- المندوبية السامية للتخطيط